# Tenth Avenue Angel
Tenth Avenue Angel is een Amerikaanse dramafilm uit 1948 onder regie van Roy Rowland. De hoofdrollen worden vertolkt door kindster Margaret O'Brien, Angela Lansbury en George Murphy. De film is gebaseerd op een verhaal van Angna Enters en de radiosketch "Miracle at Midnight" van Craig Rice.

## Verhaal
Flavia Mills is een jong meisje dat opgroeit bij haar ouders in de Upper West Side van New York tijdens de Grote Depressie. Ze is gefascineerd door Tenth Avenue en noemt het "haar" straat. Ze is vooral bekommerd om haar moeder Helen en haar vader Joe, die bijna blut is en dringend een baan nodig heeft. Ze is in de wolken wanneer Steve, het vriendje van haar tante Susan, na een lange afwezigheid weer naar huis komt. Wat ze echter niet weet is dat Steve in de gevangenis zat omdat hij betrokken was bij een bankoverval en de bankrovers niet wou verklikken.
Door een misverstand wordt Flavia ervan beschuldigd geld te hebben gestolen en als ze ook nog het criminele verleden van Steve ontdekt verliest ze het vertrouwen in haar geliefden en haar omgeving. Al snel krijgt haar moeder te horen dat ze zwanger is en het rustig aan moet doen. Op kerstavond vertelt ze Flavia dat alle koeien buigen om een zegen van Jezus te ontvangen. Wanneer haar moeder valt en er complicaties ontstaan, gaat Flavia op zoek naar een koe. Op de veemarkt ziet ze een koe knielen terwijl de kerkklokken middernacht slaan en ze beschouwt dit als een wonder. Terug thuis blijkt dat haar moeder ok is en dat Steve en Susan weer samen zijn. Voor Flavia is Tenth Avenue weer de mooiste straat ter wereld.

## Rolverdeling
| Acteur           | Personage             |
| ---------------- | --------------------- |
| Margaret O'Brien | Flavia Mills          |
| Angela Lansbury  | Susan Bratten         |
| George Murphy    | Steve Abbott          |
| Phyllis Thaxter  | Helen Mills           |
| Warner Anderson  | Joseph Mills          |
| Rhys Williams    | Blind Mac             |
| Barry Nelson     | Al Parker             |
| Connie Gilchrist | Mrs. Murphy           |
| Tom Trout        | Daniel Oliver Madison |
| Dickie Tyler     | Jimmy Madison         |
| Henry Blair      | Rad Ardley            |
| Charles Cane     | Parole Officer        |
| Richard Lane     | Street Vendor         |

## Ontvangst
De film kreeg overwegend negatieve kritieken en maakte een verlies van meer dan een miljoen dollar.